# Expedició Nimrod
L'Expedició Nimrod, oficialment anomenada Expedició britànica a l'Antàrtida de 1907-1909, va ser la primera de les tres expedicions a l'Antàrtic comandada per Ernest Shackleton.
El seu objectiu principal, a més d'un seguit d'objectius geogràfics i científics, era ser els primers a arribar al pol Sud. Si bé aquest objectiu no es va assolir, la marxa cap al sud de l'expedició arribaria a la latitud 88° 23′ S, a només 97,5 milles marines del pol, una fita molt millor que les aconseguides pels altres viatges al sud fins a la data i un rècord d'ambdós pols. Un grup separat dirigit pel professor de geologia Edgeworth David va arribar a la localització aproximada del pol Sud Magnètic i també va aconseguir la primera ascensió al Mont Erebus, el segon volcà més alt de l'Antàrtida.
Va ser finançada sense cap suport governamental ni institucional, i els recursos econòmics provenien de préstecs privats i contribucions individuals. El seu vaixell, el Nimrod, era la meitat de la mida del vaixell de l'expedició de Robert Falcon Scott el 1901-1904, el Discovery, i a la tripulació de Shackleton li faltava l'experiència pertinent. La decisió de Shackleton de situar la base de l'expedició a l'Estret McMurdo, a la vora de l'antiga base de Scott, contravenia la promesa feta a Scott que no treballaria allí. No obstant això, tot i que el nivell de l'expedició era en principi inferior al de la de Scott sis anys abans, les seves consecucions varen tenir una atracció a escala nacional i varen convertir Shackleton en un heroi públic. L'equip científic, que comptava amb el líder de la futura Expedició Terra Nova, Douglas Mawson, va fer amplis treballs geològics, zoològics i meteorològics. Els sistemes de transport de Shackleton, basats en ponis de Manxúria, tracció a motor i gossos de trineu, varen ser innovacions que, malgrat l'èxit limitat, serien copiades posteriorment per Scott per a la seva desafortunada Expedició Terra Nova.
Al seu retorn, Shackleton va superar l'escepticisme inicial de la Royal Geographical Society sobre les seves consecucions i va rebre molts honors públics, incloent-hi l'orde de cavaller del rei Eduard VII. Va aconseguir pocs guanys financers de l'expedició i finalment va dependre d'una subvenció governamental per cobrir les seves despeses. En tres anys el seu record de punt més meridional va ser superat, primer per Amundsen i posteriorment per Scott, quan varen arribar al Pol Sud en les expedicions Amundsen i Terra Nova respectivament. En el seu moment d'èxit, Amundsen va observar: "El nom de sir Ernest Shackleton sempre s'escriurà en lletres de foc als annals de l'exploració Antàrtica".
El seu vaixell, el Nimrod, era un "sealer" de fusta petit de 40 anys i 300 tones, i als membres de l'expedició, en general, els faltava l'experiència pertinent. El Nimrod marxà de les aigües britàniques el 7 d'agost, menys de sis mesos després que Shackleton fes el primer anunci públic dels seus plans.

## Orígens
Shackleton havia estat un oficial novell a la primera expedició Antàrtica de Scott a bord del Discovery. Havia estat repatriat a casa al vaixell de suport Morning el 1903, després d'un esfondrament físic durant el viatge al sud, el principal objectiu de l'expedició. El veredicte de Scott era que "no s'havia d'arriscar a més dificultats en el seu actual estat de salut". Shackleton es va prendre aquest fracàs físic com un estigma personal, i al seu retorn a Anglaterra estava decidit a demostrar-se a ell mateix, en paraules del segon comandant del Discovery Albert Armitage, que era "millor home que Scott". No obstant això va declinar l'oportunitat de tornar de seguida a l'Antàrtic com a oficial principal del segon vaixell de suport del Discovery, el Terra Nova, després d'ajudar a equipar-lo; també va ajudar a proveir el vaixell Uruguay, que es preparava per avituallar l'expedició d'Otto Nordenskjold, encallada al Mar de Weddell. Durant els següents anys, mentre alimentava esperances intermitents de continuar la seva carrera Antàrtica, va perseguir altres opcions, i el 1906 va treballar per al magnat industrial sir William Beardmore com a encarregat de relacions públiques.
Segons el seu biògraf Roland Huntford, l'orgull de Shackleton havia estat especialment ferit per les referències a la seva degradació física fetes per Scott al llibre El Viatge del Discovery, publicat el 1905. Llavors, va convertir el retorn a l'Antàrtic i superar Scott en la seva missió personal. Va començar a mirar de trobar suports potencials per a la seva pròpia expedició; els seus plans inicials figuren en un document no publicat datat a començaments de 1906. Aquests recollien un pressupost de 17.000 lliures (equivalents a 1.330.000 en valor actualitzat a 2010) per a l'expedició sencera. Va rebre la seva primera promesa de suport financer a començaments de 1907 per part de Beardmore, el seu empresari, qui li oferí un aval per un préstec de 7.000 lliures. Amb aquest suport, Shackleton se sentia prou segur per anunciar les seves intencions a la Royal Geographical Society (RGS) el 12 de febrer de 1907. Una raó de la urgència de Shackleton per comunicar-ho va ser la notícia que l'explorador polonès Henryk Arctowski estava planejant una expedició, que va ser anunciada a la RGS el mateix dia que Shackleton. En aquest cas, els plans d'Arctowski quedaven avortats.

## Preparatius

### Plans inicials
El pla inèdit original de Shackleton preveia situar la base a la seu de l'antiga Expedició Discovery a l'Estret McMurdo. Des d'allà proposava iniciar intents per arribar al pol Sud geogràfic i Pol Sud Magnètic. Seguirien altres viatges i es crearia un programa continu de treballs científics. Aquest primer pla de Shackleton també revelava els mètodes de transport proposats, una combinació de gossos, ponis i un vehicle automòbil dissenyat expressament per a l'expedició. Ni els ponis ni la tracció a motor no s'havien fet servir abans a l'Antàrtic, tot i que els ponis s'havien fet servir per Frederick Jackson a l'Àrtic durant l'Expedició Jackson-Harmsworth de 1894-1897. Malgrat els confusos informes de Jackson sobre els avantatges dels seus ponis, i la recomanació específicament en contra de Nansen, cèlebre viatger polar de Noruega, Shackleton va quedar prou convençut com per prendre 15 ponis, que més tard quedarien reduïts a 10. Quan va anunciar els seus plans a la RGS el febrer de 1907 Shackleton havia revisat el seu cost elevant-lo a unes 30.000 lliures, una xifra més realista . Tanmateix, la resposta de la RGS a les propostes de Shackleton va ser el silenci; Shackleton s'assabentaria més tard que, en aquell moment, la Societat era conscient que Scott pretenia encapçalar una nova expedició i desitjaven reservar la seva plena aprovació per a Scott.

### Nimrod

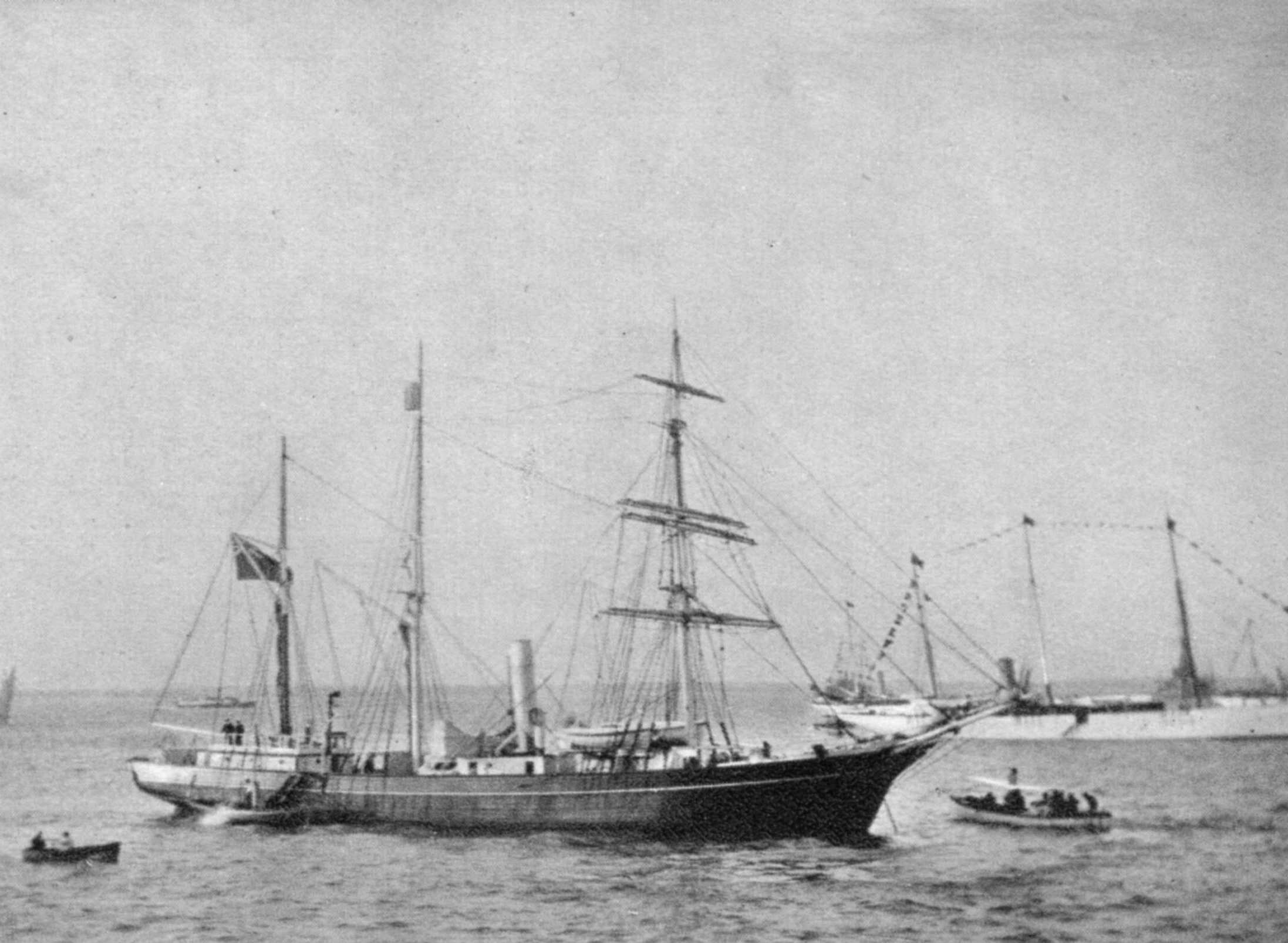
El vaixell de l'expedició Nimrod marxant cap al Pol Sud

Shackleton pretenia arribar a l'Antàrtida el gener de 1908, el que comportava marxar d'Anglaterra durant l'estiu de 1907. Per tant, tenia sis mesos per assegurar el finançament, adquirir i equipar un vaixell, comprar tot l'equip i subministraments, i reclutar el personal. L'abril, creient que havia aconseguit el suport de l'empresari escocès Donald Steuart, Shackleton va viatjar a Noruega per mirar de comprar un vaixell polar de 700 tones, el Bjorn, que hauria estat ideal com a vaixell d'expedició. Però en retirar Steuart el seu suport, el Bjorn quedava lluny de les possibilitats econòmiques de Shackleton. El Bjorn va ser finalment adquirit per l'explorador alemany Wilhelm Filchner i, rebatejat com Deutschland, per a fer-lo servir al seu viatge al Mar de Weddell de 1911-1913. Shackleton va haver d'optar pel vell i molt més petit Nimrod, un vaixell de fusta per caçar foques de 40 anys i 334 tones d'arqueig, que podia adquirir per 5.000 lliures.
Shackleton va quedar impressionat amb la primera visió del Nimrod després de la seva arribada a Londres des de Terranova el juny de 1907. "Estava en un estat ruïnós i feia molta olor d'oli de foca, i una inspecció […] denotava que calia calafatar-lo i els seus pals s'havien de renovar." Tanmateix, en mans de reparadors de vaixells experimentats aviat "oferia una imatge més satisfactòria". Més tard, informava Shackleton, es mostrava extremadament orgullós del petit però robust vaixell.

### Finançament
A començaments de juliol de 1907, Shackleton havia assegurat poc suport financer més enllà de la garantia de Beardmore i li mancaven fons per completar la reparació del vaixell. A mitjans de juliol es va dirigir al filantrop Edward Guinness, Earl d'Iveagh, cap de la família d'origen angloirlandès, qui va acceptar avalar la suma de 2.000 lliures a condició que Shackleton trobés uns altres suports que aportessin les altres 6.000 lliures. Shackleton va poder aconseguir-los, incloent-hi les 2.000 lliures de sir Philip Brocklehurst, qui les va pagar per aconseguir un lloc a l'expedició.
Tot i el regal de darrera hora de 4.000 lliures del seu cosí William Bell, l'expedició estava lluny del pressupost de 30.000 lliures previst, però permetia acabar les reparacions del Nimrod. La recaptació continuaria a Austràlia després de l'arribada del vaixell; el govern d'Austràlia va proporcionar una aportació de 5.000 lliures i el govern de Nova Zelanda, 1.000 més. Amb aquests mitjans, i amb altres préstecs més petits i donacions, van arribar a les 30.000 lliures, encara que finalment els costos totals de l'expedició van ser, segons estimacions de Shackleton, de 45.000 lliures.
Shackleton confiava obtenir força ingressos amb la publicació del seu llibre sobre l'expedició i de les conferències. També esperava beneficiar-se de la venda de segells de correus especials matasegellats a l'oficina de correus de l'Antàrtida que Shackleton, nomenat cap de correus provisional pel govern de Nova Zelanda, pretenia establir. Cap d'aquests plans no va produir els beneficis imaginats, si bé sí que va establir l'oficina de correus al Cap Royds i es va fer servir per a trametre el correu de l'expedició.

### Personal

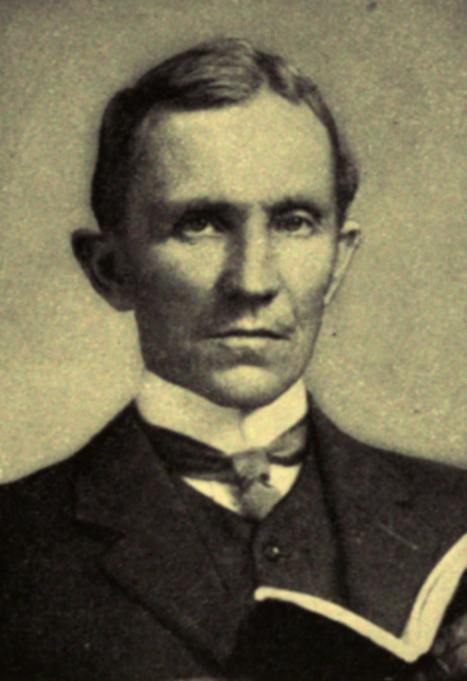
El prof. Edgeworth David, que encapçalava l'equip científic

Shackleton esperava reclutar un important contingent de l'Expedició Discovery i va oferir al seu anterior camarada Edward Wilson el càrrec de científic principal i segon al comandament. Wilson ho va rebutjar, a causa del seu treball amb el ministeri d'Agricultura Britànic dins d'un comitè d'investigació sobre la malaltia dels tretaònids. Altres col·legues del Discovery com Michael Barne, Reginald Skelton i George Mulock varen també declinar la proposta. Mulock va revelar sense voler a Shackleton que els antics oficials del Discovery s'havien compromès amb Scott i els seus recentment anunciats plans d'expedició. Els únics participants en el Discovery que es varen unir a Shackleton eren dos oficials menors, Frank Wild i Ernest Joyce. Sembla que Shackleton va veure Joyce al pis superior d'un autobús mentre passava per davant de les oficines de l'expedició a Londres, i va enviar algú a trobar-lo i fer-lo venir.
El segon comandant de Shackleton -tot i que no es va formalitzar fins que l'expedició no va arribar a l'Antàrtic- va ser Jameson Boyd Adams, un tinent de la Reserva Naval Reial que havia rebutjat la possibilitat d'una comissió regular per unir-se a Shackleton; també actuaria com meteoròleg de l'expedició. El capità del Nimrod era també un oficial de la reserva naval, Rupert England. John King Davis, de 23 anys, que més tard faria la seva pròpia carrera com capità de l'Antàrtic, va ser nomenat oficial principal al darrer moment. Aeneas Mackintosh, un oficial de la marina mercant que havia treballat a la Peninsular and Oriental Steam Navigation Company, originalment el segon oficial, va ser més tard transferit a l'equip de costa, sent substituït com a segon oficial per A.E. Harbord. A l'equip de costa també hi eren els dos cirurgians, Alistair Mackay i Eric Marshall, l'expert de motors Bernard Day, i sir Philip Brocklehurst, el patrocinador que va ser designat geòleg assistent.
El reduït equip científic que va partir d'Anglaterra incloïa el biòleg de 41 anys James Murray i el geòleg Raymond Priestley de 21 anys, futur fundador del Scott Polar Research Institute. A Austràlia s'hi van afegir dos importants membres de l'equip; Edgeworth David, un professor de geologia de la Universitat de Sydney, que esdevindria l'oficial científic principal de l'equip, i Douglas Mawson, antic alumne de David i conferenciant de mineralogia a la Universitat d'Adelaida. Tots dos preveien navegar a l'Antàrtida i tornar immediatament, però finalment es varen mantenir com membres permanents de l'expedició. David va ser fonamental per a assegurant la subvenció de 5.000 lliures del govern australià.
Abans de sortir cap a l'Antàrtida l'agost de 1907, Joyce i Wild varen fer un curs intensiu en mètodes d'impressió, ja que era intenció de Shackleton publicar un llibre o revista durant la seva estada a l'Antàrtic.

## Promesa a Scott
El febrer de 1907 Shackleton anuncià que pretenia situar la base de la seva expedició a l'antiga localització fixada per al Discovery per Scott, qui encara no havia anunciat els seus plans futurs a l'Antàrtida. En una carta a Shackleton, Scott reclamava els seus drets de prioritat sobre l'estret McMurdo: "Penso que tinc algun dret sobre el meu propi camp de treball", i afegia: "qualsevol que hagi tingut a veure amb l'exploració considerarà aquesta regió bàsicament meva". Concloïa recordant a Shackleton la seva obligació de lleialtat cap al seu anterior comandant.

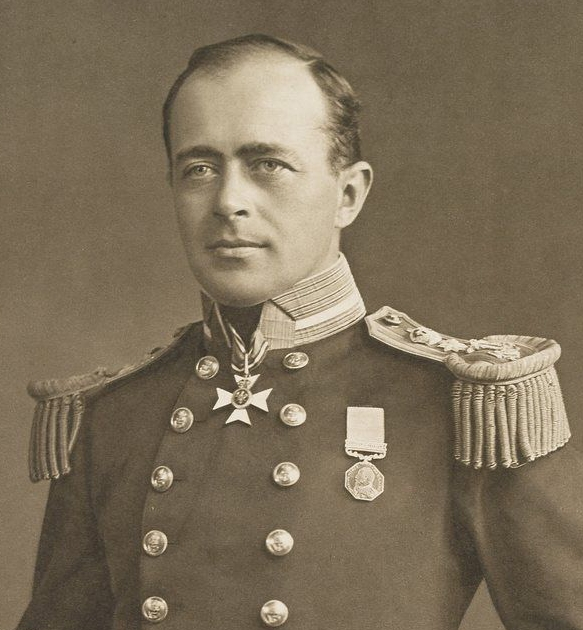
Robert Falcon Scott

La resposta inicial de Shackleton va ser atenta: "M'agradaria estar d'acord amb els seus punts de vista en la mesura del possible, sense crear una situació que seria insostenible per a mi". Tanmateix, Edward Wilson, a qui Shackleton va demanar que intervingués, va prendre una línia fins i tot més dura que Scott. "Penso que s'hauria de retirar de l'estret McMurdo", escrivia, aconsellant a Shackleton no fer plans de treballar a cap lloc del quadrant del Mar de Ross fins que Scott no decidís "quins límits posa als seus propis drets". Shackleton li respongué: "No tinc cap dubte que els seus drets acaben a la base que va demanar […] Sé on arriba al meu límit i no aniré més lluny".
El tema va quedar sense resoldre i estava encara pendent quan Scott va retornar d'unes activitats al mar el maig de 1907. Scott pressionava per fixar una línia de demarcació des de 170° W cap a l'oest, incloent-hi l'Illa de Ross, l'estret McMurdo, i la Terra de Victòria, que seria reservat per a Scott. Shackleton, amb unes altres preocupacions, es va veure obligat a cedir. El 17 de maig signava una declaració que manifestava que "Cedeixo la base McMurdo per a vostè", i que procuraria aterrar més cap a l'est, bé a l'Badia Balenes visitada breument durant l'expedició Discovery, o bé a la península d'Eduard VII. No tocaria, doncs, la costa de la Terra de Victòria. Era una capitulació davant Scott i Wilson, i una pèrdua significativa per al propòsit de l'expedició d'arribar a Pol Sud Magnètic, ja que estava situat dins de la Terra de Victòria. L'historiador polar Beau Riffenburgh creu va ser "una promesa que èticament mai no s'hauria d'haver demanat i quelcom que mai ningú no hauria d'haver donat, per l'impacte que podia tenir a la seguretat sencera de l'expedició". La disputa va agrir la relació entre els dos homes (que no obstant això mantenien una educada relació en públic), conduirien a la ruptura total de l'estreta amistat anterior de Shackleton amb Wilson.
En el seu propi relat de l'expedició Shackleton no fa cap referència a cap baralla amb Scott. Simplement manifestava que "abans que marxéssim d'Anglaterra havia decidit que si fos possible establiria la meva base a la península d'Eduard VII en comptes de […] l'estret McMurdo".

## Expedició

### Viatge al sud
Després de passar revista el rei Eduard VII i la reina Alexandra, el Nimrod va salpar l'11 d'agost de 1907. Shackleton va quedar enrere fent feina per a l'expedició; ell i altres membres de l'expedició es varen incorporar més tard, en un vaixell més ràpid. El grup sencer es va reunir a Nova Zelanda, preparant la sortida del vaixell cap a l'Antàrtida el dia de cap d'any de 1908. Per a estalviar combustible, Shackleton havia acordat amb el govern de Nova Zelanda que el Nimrod fos remolcat fins al cercle polar antàrtic, una distància d'aproximadament de 1.400 milles marines (uns 2.600 km). Els costos del remolc van ser compartits pel govern i la Union Steam Ship Company. El 14 de gener, a la vista dels primers icebergs, el remolc es va retirar. El Nimrod, navegant autònomament, va continuar cap al sud a la banquisa flotant, dirigint-se cap a l'entrada de la barrera de gel on sis anys abans el Discovery s'havia aturat i des d'on Scott i Shackleton varen realitzar vols de globus experimentals.
La Barrera (més tard coneguda com la Barrera de gel de Ross) va ser albirada el 23 de gener, però l'entrada havia desaparegut; el perfil de la barrera havia canviat significativament en el temps transcorregut, i la secció que havia inclòs l'entrada s'havia distanciat per formar una badia considerable, que Shackleton va anomenar badia Balenes pel gran nombre d'aquests cetacis que hi varen veure. Shackleton no estava preparat per arriscar-se a hivernar a la superfície de la barrera que podria trencar-se en icebergs, així que va girar el vaixell cap a la península d'Eduard VII. Després de nombrosos esforços fallits per enfocar-se cap a aquesta costa i d'haver de moure's ràpidament amenaçats de quedar atrapats pel gel, el Nimrod es va veure forçat a retirar-se. Shackleton ara només tenia una elecció, llevat d'abandonar els objectius de l'expedició, i era trencar la promesa que havia fet a Scott. El 25 de gener va ordenar que el vaixell es dirigís a l'estret McMurdo.

### Cap Royds

#### Establiment de la base

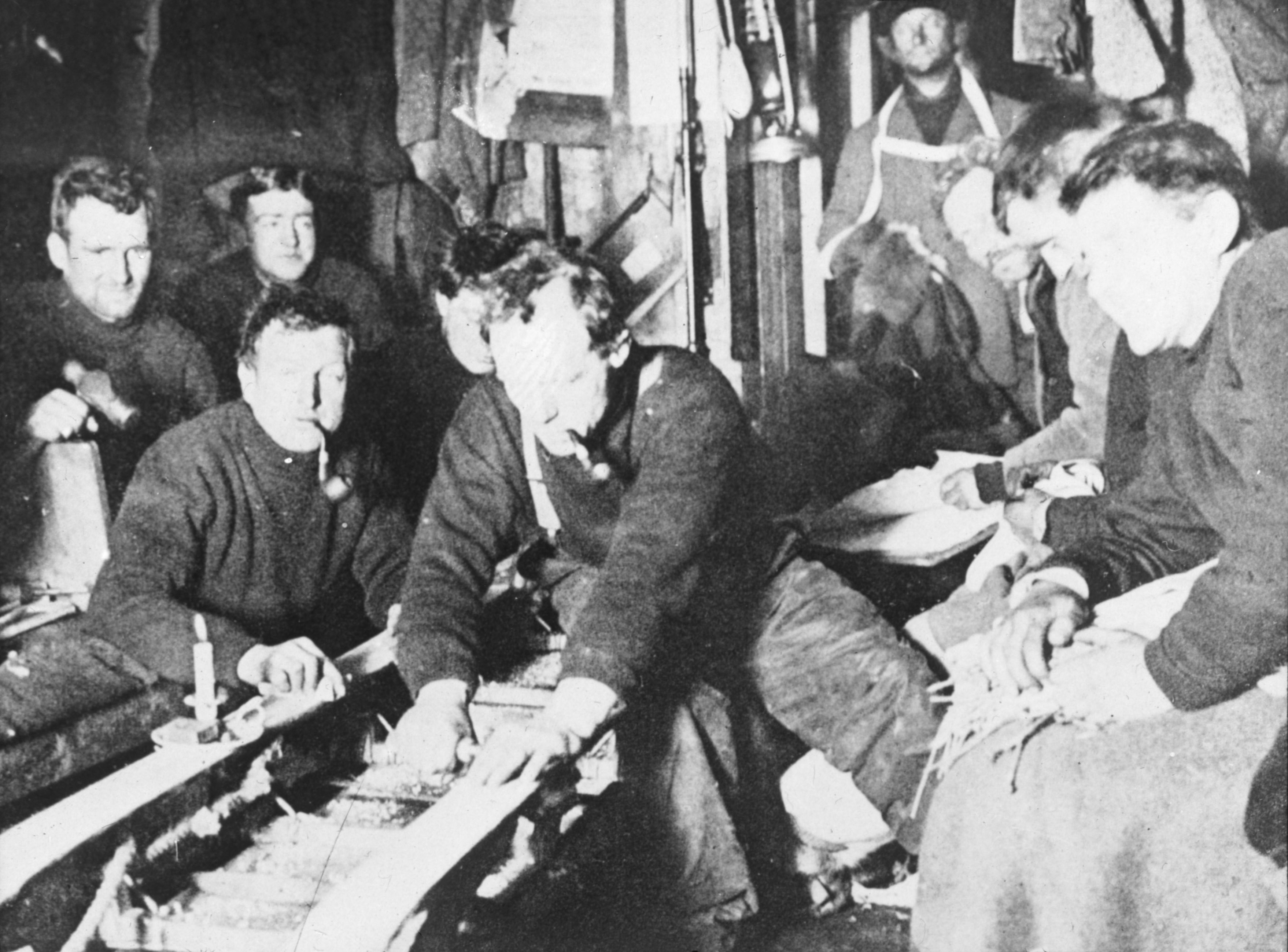
Dins del Cape Royds Hut, hivern de 1908. A la imatge es veu Shackleton (fons esquerre), Adams (amb una pipa corba), Wild (treballant en el trineu) i Joyce (extrem dret, primer pla). Un cartell publicitari de faixes femenines penja a la paret

El Nimrod va arribar a l'estret McMurdo el 29 de gener de 1908 i, però no va poder arribar on havia estat la base del Discovery a Hut Point, a causa del gel. Shackleton decidí esperar uns quants dies amb l'esperança que el gel es trencaria. Durant aquest retard, el segon oficial Aeneas Mackintosh va patir un accident que li va provocar la pèrdua del seu ull dret. Després d'una cirurgia d'emergència a càrrec de Marshall i Mackay, va haver de renunciar al seu lloc a l'equip de costa i tornar a Nova Zelanda. Es va poder recuperar prou per a retornar amb el vaixell de suport l'estació següent.
El 3 de febrer Shackleton va decidir no esperar que el gel es mogués sinó que va instal·lar el seu lloc d'aterratge el més a prop possible, a Cap Royds. Aquell vespre van amarra el vaixell i varen seleccionar un lloc adequat on emplaçar la cabana prefabricada de l'expedició. El lloc estava separat de Hut Point prop de vint milles marines per mar, sense una ruta terrestre en direcció sud. Shackleton creia que el grup era "afortunat per tenir el quarter d'hivern tan a prop del nostre punt de partida cap al sud". No obstant, en privat passava ànsia pel que fa a si el mar es congelaria prou perquè l'equip pogués travessar el gel per començar els seus viatges la primavera següent.
L'endemà varen estar enfeinats desembarcant les provisions i l'equip. El treball fou dificultós pel mal temps i per la precaució del capità England, qui freqüentment portava el vaixell fora de la badia fins que les condicions del gel a la zona del desembarcament eren més segures, al seu parer. La següent quinzena va continuar amb aquesta rutina, cosa que va portar a una dissidència marcada entre Shackleton i el capità. Arribat un punt, Shackleton va demanar a England que plegués temporalment amb l'excusa que estava malalt, però England s'hi va negar. La tasca de desembarcament esdevingué, en paraules de Riffenburgh, "aclaparadorament difícil", però va finalitzar completament el 22 de febrer. El Nimrod per fi va salpar cap al nord, sense que England sabés que l'enginyer Harry Dunlop duia una carta de Shackleton per a l'agent de l'expedició a Nova Zelanda, demanant un canvi de capità per al viatge de retorn l'any següent. Aquesta informació era un secret a veus entre l'equip de costa; Marshall ho enregistrava al seu diari: "content de no veure'l més [l'England]... per desgràcia és una vergonya per al nom del país!".

#### Ascensió al Mont Erebus
Després de la sortida del Nimrod, el gel del mar es va trencar, tallant la ruta de l'equip cap a la Barrera i fent impossibles la preparació i disposició del magatzem amb els trineus. Shackleton decidí donar un impuls a l'expedició demanant un intent immediat d'ascens al Mont Erebus.

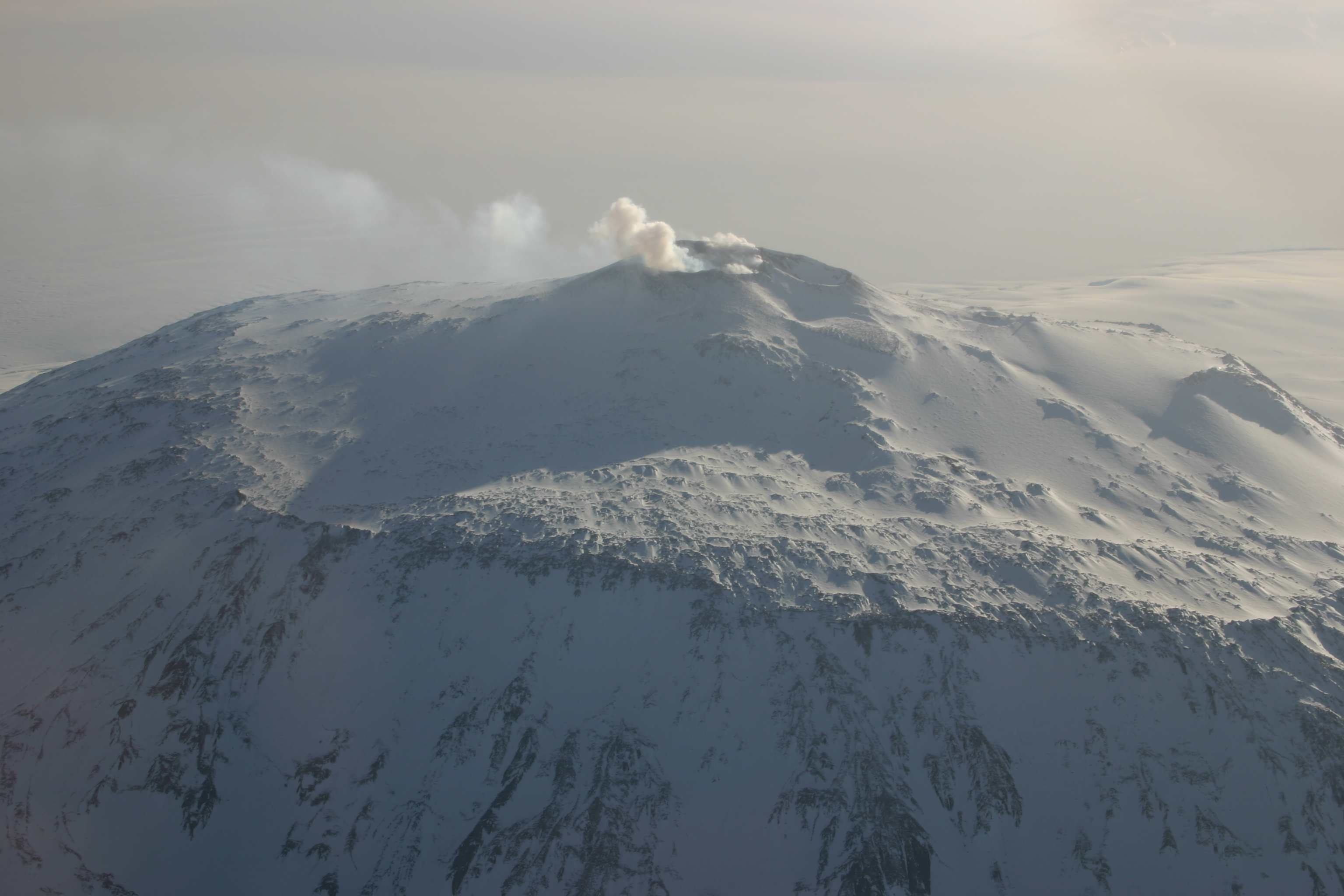
Mont Erebus

Aquesta muntanya de 3.790 m d'alçada mai no havia estat coronada. Un equip del Discovery (on estaven Frank Wild i Ernest Joyce) n'havia explorat la falda el 1904 però no havien pujat més amunt de 910 m. Ni Wild ni Joyce no eren a l'equip principal d'ascensió a l'Erebus de l'Expedició Nimrod, que estava format per Edgeworth David, Douglas Mawson i Alistair Mackay. Amb Marshall, Adams i Brocklehurst formant un grup de suport, la pujada va començar el 5 de març.
El 7 de març els dos grups s'ajuntaven al voltant dels 1.700 m., i avançaven tots plegats cap al cim. L'endemà un torb els va retenir, però el 9 de març a primera hora la pujada va continuar, arribant aquell mateix dia al cim del cràter principal, més baix. En aquell moment els peus de Brocklehurst eren massa congelats per poder continuar, i el van deixar al campament mentre la resta avançaven fins al cràter actiu, on arribaren després de quatre hores. Varen fer uns quants experiments meteorològics i varen prendre moltes mostres de roca. El descens va ser ràpid, relliscant per successius pendents de neu. L'equip arribava l'11 de març a la cabana de Cap Royds "gairebé morts", segons Eric Marshall.

#### Hivern de 1908
La cabana de l'expedició, una estructura prefabricada de 10 x 5,8 metres, estava preparada per a ser ocupada a finals de febrer. Es dividia en una seguit de cubicles per dues persones, amb una àrea de cuina, una sala fosca, magatzem i laboratori. Els ponis estaven en estables construïts al costat més arrecerat de la cabana, mentre les gosseres estaven a la vora del porxo. L'estil de direcció inclusiu de Shackleton, en contrast amb el de Scott, no feia cap distinció entre oficials i mariners, vivint, treballant i menjant junts. La moral era alta; el geòleg assistent Philip Brocklehurst escrivia: Shackleton "tenia el do de tractar a cada membre com si fos el més valuós per l'expedició".
En els següents mesos de foscor hivernal, Joyce i Wild varen imprimir al voltant de 30 còpies del llibre de l'expedició, Aurora Australis, que varen cosir i enquadernar fent servir materials d'embalatge. El més important del treball d'hivern, tanmateix, va ser preparar-se per als importants viatges de la següent estació, que havia d'incloure intents tant al Pol Sud com al Pol Sud Magnètic. En instal·lar la base a l'estret McMurdo, Shackleton havia pogut restablir el Pol Magnètic com un objectiu de l'expedició. El mateix Shackleton lideraria el viatge al Pol Sud, que havia patit un contratemps seriós durant l'hivern quan varen morir quatre dels ponis restants, principalment per menjar sorra volcànica pel seu alt contingut de sal.

### Viatge al sud

#### Marxa exterior
L'elecció de Shackleton d'un equip de quatre homes per al viatge cap al Pol Sud venia determinada en gran part pel nombre de ponis que havien sobreviscut. Influït per les seves experiències a l'Expedició Discovery, havia dipositat la seva confiança en ponis més que en gossos per a la llarga marxa polar. El trineu a motor, que corria bé en gel pla, no podria afrontar les superfícies de la Barrera i no va ser considerat per al viatge polar. Els homes escollits per Shackleton per acompanyar-lo eren Marshall, Adams i Wild. Joyce, amb més experiència a l'Antàrtic que cap altre, llevat de Wild, va ser exclòs de l'equip després que la revisió mèdica de Marshall suscités dubtes sobre la seva salut.
La marxa va començar el 29 d'octubre de 1908. Shackleton havia calculat la distància d'anar i tornar al pol en 1.494 milles marines (2.767 km). El seu pla inicial comptava 91 dies per a fer el viatge, exigint una distància mitjana diària per sobre les 16 milles marines (30 km). Després d'un començament lent a causa d'una combinació de mal temps i coixesa dels cavalls, Shackleton va reduir la ració alimentària diària per estendre el temps de viatge disponible fins a 110 dies, amb una mitjana diària més curta, al voltant d'unes 13 milles marines (uns 25 km). Entre el 9 i el 21 de novembre varen fer un bon progrés, però els ponis patien a la difícil superfície de la Barrera, i varen haver de sacrificar el primer dels quatre quan estaven a 81° S. El 26 de novembre varen aconseguir una nova marca en arribar als 82° 17′, una fita marcada per la marxa cap al sud de Scott de desembre de 1902. L'equip de Shackleton havia cobert la distància en 29 dies en lloc dels 59 de Scott, ja que varen seguir una pista considerablement més cap a l'est que la de Scott per a evitar els problemes amb la superfície gelada que el viatge anterior s'havia trobat.
Mentre el grup s'endinsava en territori desconegut, la superfície de la Barrera es tornava cada cop més trencada i dificultosa, causant la mort de dos ponis més. Les muntanyes de l'oest es corbaven bloquejant el seu camí cap al sud, i va cridar l'atenció del grup una "resplendor de llum brillant" al cel, davant seu. La causa d'aquest fenomen va quedar clara el 3 de desembre quan, després de pujar als cims de la serralada, varen veure davant d'ells el que Shackleton més tard descriuria com a "carretera oberta al sud, […] una gran glacera, corrent gairebé de nord a sud entre dues enormes serralades de muntanyes". El reflex de la llum a la superfície de gel de la glacera havia produït l'efecte observat.
Shackleton va batejar aquesta glacera amb el nom de "Beardmore" en honor del patrocinador més important de l'expedició. El trajecte per la superfície de la glacera va ser tota una prova, especialment per a les potes del poni restant, Socks, que tenia moltes dificultats per mantenir l'equilibri. El 7 de desembre, Socks va desaparèixer en caure per una escletxa profunda i va estar a punt d'arrossegar Wild. Afortunadament per l'equip, l'arreu del poni es va trencar i el trineu amb els subministraments va romandre a la superfície. Un cop perdut el darrer poni, varen haver de carregar personalment el trineu la resta del viatge.
A mesura que el viatge avançava, els antagonismes personals emergien. Wild expressava privadament el desig que Marshall "caigués en una esquerda de mil peus de profunditat". Per la seva banda, Marshall va escriure que seguir Shackleton al pol era "com seguir una dona vella. Sempre aterrit". Tanmateix, el dia de Nadal ho varen celebrar amb crema de menta i cigars. La seva posició era 85° 51′ S, encara a 249 milles marines (461 km) del pol, i portaven provisions de menjar justes per un mes, ja que havien deixat la resta en magatzems per al seu viatge de retorn. No haurien pogut cobrir la distància restant al pol i tornar amb aquesta quantitat de menjar. Tanmateix, Shackleton no estava preparat encara per admetre que el pol era molt més enllà i decidí continuar endavant després de reduir més les racions alimentàries i llençar tot l'equip llevat del més essencial.
El dia de sant Esteve per fi varen completar la pujada de les glaceres i començava la marxa per l'altiplà Polar. Les condicions no eren millors, tanmateix. Shackleton va anotar que el 31 de desembre va ser "el dia més dur que hem tingut" L'endemà varen determinar que havien assolit els 87° 6½′ S, i per tant, havien batut els records polars Nord i Sud. Aquell dia Wild anotava que "només que haguessin tingut amb ells Joyce i Marston en comptes d'aquells dos captaires inútils... " (Marshall i Adams) "... hauríem fet el pol fàcilment". El 4 de gener de 1909 Shackleton finalment admetia la derrota i revisava el seu objectiu limitant-lo a la consecució simbòlica d'estar a menys de 100 milles del Pol Sud. L'equip havia lluitat fins al límit de la supervivència, fins al 9 de gener de 1909, després d'un últim esforç sense el trineu ni cap altre equip, la marxa es va donar per acabada. "Hem disparat el darrer cartutx", escrivia Shackleton, "i el final és 88° 23′ S". Eren a 97 milles del Pol Sud. La bandera britànica es va plantar solemnement i Shackleton va posar el nom del Rei Eduard VII a la plana polar.

#### Viatge de retorn

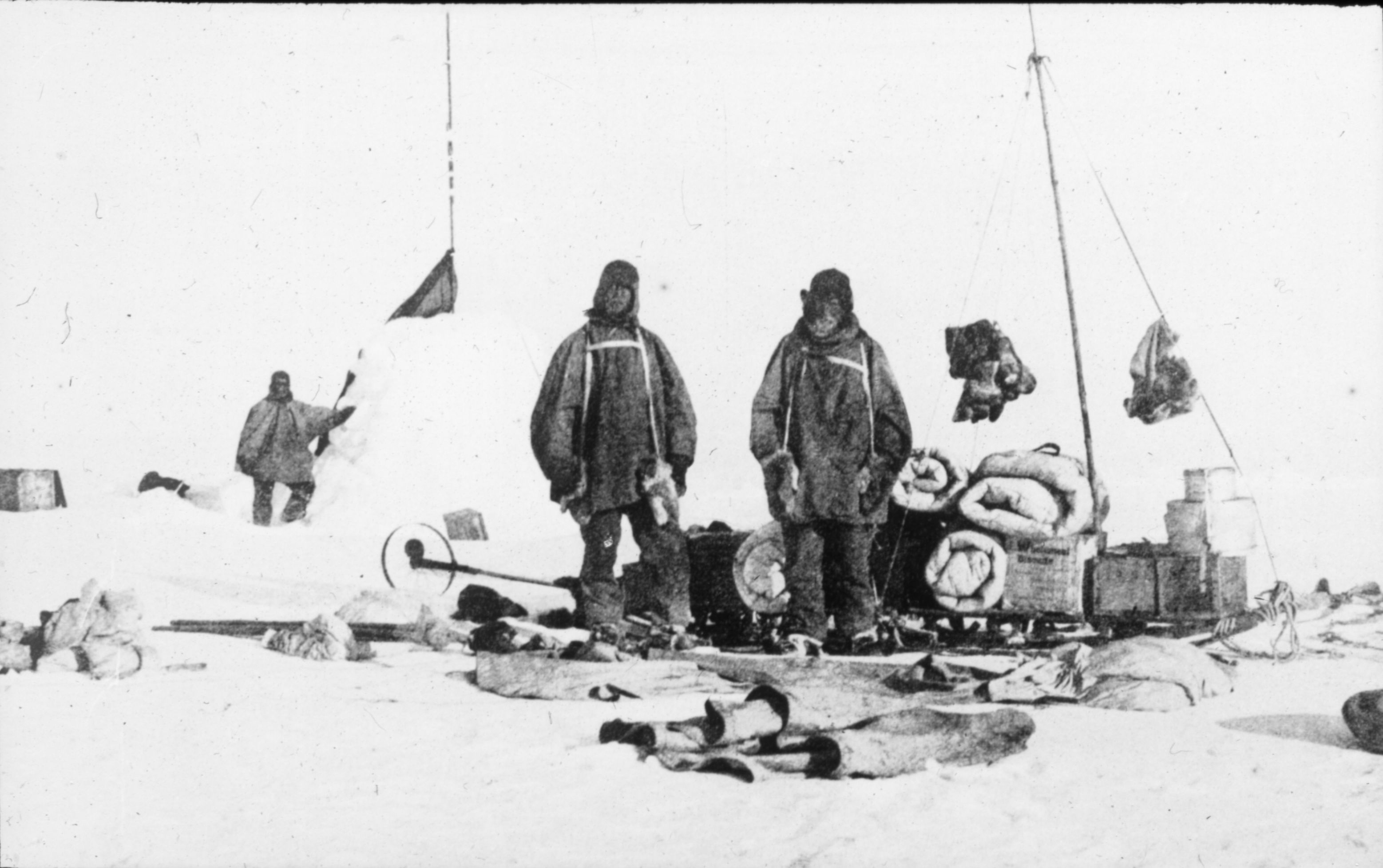
En el viatge de retorn. L'equip arribant a un magatzem a la Gran Barrera de Gel

El grup va començar el camí de tornada a casa després de 73 dies de viatge cap al sud. Les racions s'havien reduït diverses vegades per estendre el temps de viatge de retorn més enllà de la previsió original de 110 dies. Shackleton ara aspirava arribar a Hut Point en 50 dies on, seguint les instruccions donades per Shackleton, el Nimrod hauria retornat per emprendre la tornada a casa i havia de marxar l'1 de març a tot tardar. Les condicions físiques dels quatre homes eren precàries, i tot i això varen aconseguir recórrer unes distàncies impressionants en els primers dies del camí cap al nord, arribant al cap de la glacera el 19 de gener. Quan començaven el descens tenien provisions per menjar cinc dies amb mitges racions, que havien de durar fins al magatzem ubicat a la part baixa de la glacera; durant la pujada, el mateix recorregut els havia pres 12 dies. La condició física de Shackleton era en aquell moment la major preocupació, tot i així, segons Adams "quan pitjor se sentia, més fort estirava".
Varen arribar al magatzem el 28 de gener. Wild, malalt amb disenteria, era incapaç de carregar ni menjar res excepte galetes, de les quals n'hi havia poca quantitat. El 31 de gener Shackleton li va donar la seva galeta a Wild, un gest que aquest recollia al seu diari: "Per Déu, mai no ho oblidaré. Milers de lliures no haurien comprat una galeta". Uns dies més tard la resta del grup agafava una enteritis severa, resultat de menjar carn dels ponis en males condicions. Però el ritme de la marxa s'havia de mantenir; les reduïdes quantitats de menjar que tenien entre magatzems haurien convertit en fatal qualsevol retard. Afortunadament un vent fort que bufava per darrere els va permetre de posar una vela i mantenir un bon ritme de marxa.

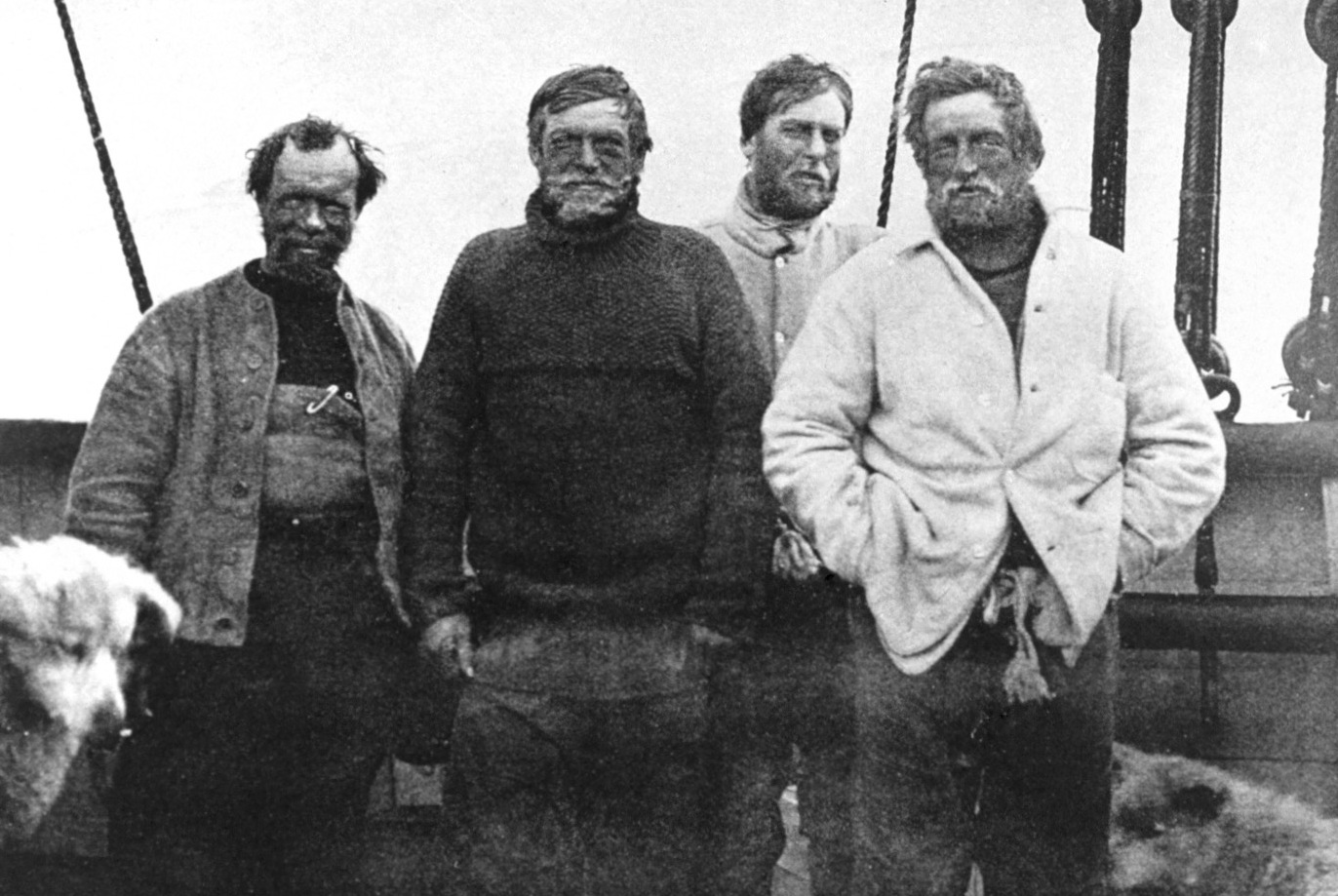
Wild, Shackleton, Marshall i Adams a bord del Nimrod després del seu viatge del sud

"Estem tan prims que els nostres ossos ens fan mal quan descansem a la neu dura", escrivia Shackleton. A partir del 18 de febrer varen començar a trobar territori familiar, i el 23 varen arribar al magatzem de Bluff, que per fortuna per ells, havia estat copiosament aprovisionat per Ernest Joyce. La gamma de delícies addicionals a les caixes de subministraments regulars va ser inventariada per Shackleton: "Prunes de Carlsbad, ous, pastissos, púding de prunes, pa de gingebre i fruites confitades". El comentari lacònic de Wild va ser "El bo de Joyce".
Les seves preocupacions alimentàries quedaven resoltes, però encara havien de tornar a Hut Point abans de l'1 de març. L'etapa final de la seva marxa es va veure interrompuda per un torb, que els va bloquejar durant 24 hores. El 27 de febrer, quan encara eren a 33 milles marines (61 km) per arribar, Marshall es va ensorrar. Llavors Shackleton va decidir marxar junt amb Wild cap a Hut Point amb l'esperança de trobar el vaixell i retenir-lo fins que Adams i Marshall poguessin ser rescatats. L'endemà 28 de febrer cap al tard arribaven a la cabana. Esperant que el vaixell fos a prop, procuraren atreure la seva atenció calant foc a una petita cabana de fusta feta servir per a observacions magnètiques. Una mica després, el Nimrod, que s'havia ancorat a la llengua de la glacera Erebus, apareixia a la seva vista: "No hi ha una visió més feliç per als ulls de l'home", escriuria Wild més tard. Varen passar tres dies abans no van poder rescatar Adams i Marshall de la barrera, i abans del 4 de març tot l'equip del sud era a bord i Shackleton podia demanar ple vapor cap al nord.

### Equip del Nord
Mentre es preparava per al seu viatge del sud, Shackleton donava instruccions a Edgeworth David per portar un equip a Terra Victòria a fer treballs magnètics i geològics. L'equip havia d'intentar arribar al Pol Magnètic i havia de fer un estudi geològic complet de l'àrea de les Valls Seques. L'equip de David el formaven: ell mateix, Douglas Mawson i Alistair Mackay, portant ells directament les provisions. Els gossos romanien a la base per fer-los servir per aprovisionar magatzems i d'altres feines rutinàries. El grup tenia ordres de plantar la Union Jack al Pol Magnètic i de prendre possessió de Terra Victòria per a l'Imperi Britànic. Després d'uns quants dies de treballs preparatoris, varen començar el 5 d'octubre de 1908, traçant les primeres milles amb l'automotor.

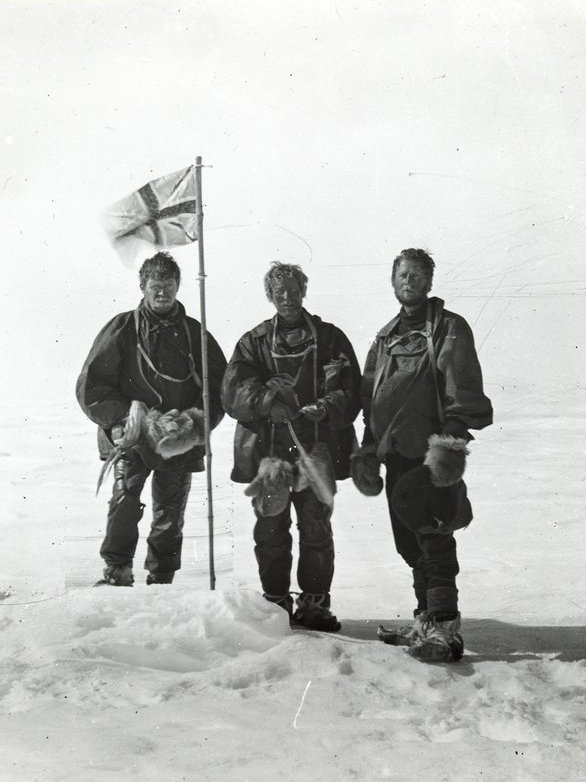
D'esquerra a dreta: Mackay, Edgeworth David, i Mawson en el Pol Sud Magnètic el 17 de gener de 1909

A causa de les condicions del mar gelat i del temps advers, el progrés va ser inicialment molt lent. Al final d'octubre havien creuat l'Estret McMurdo i havien avançat 100 km resseguint la difícil costa de la Terra de Victòria; en aquell punt decidiren concentrar tots els seus esforços en arribar al Pol Magnètic. Després de travessar la Llengua de gel de Nordenskjold i la traïdora glacera Drygalski, varen poder finalment deixar de la costa i tombar cap al nord-oest, cap a la localització aproximada del Pol Magnètic. Abans, David es va salvar per poc en caure a una esquerda i ser rescatat per Mawson.
La via fins a l'altiplà interior era a través d'una laberíntica glacera (més tard anomenada glacera Reeves en honor del conservador de mapes de la Royal Geographical Society), que els portaria el 27 de desembre a una superfície de neu dura. Això els va permetre passar més ràpidament, a una mitjana superior a les 10 milles marines (19 km) diàries, realitzant observacions magnètiques regulars. El 16 de gener aquestes observacions indicaven una distància aproximada de 13 milles marines (24 km) al Pol Magnètic. L'endemà, 17 de gener de 1909, arribaven al seu objectiu, fixant la posició del pol com 72° 15′ S, 155° 16′ E, en una elevació de 2.210 m. En una silenciosa cerimònia, David va prendre possessió formal de l'àrea per a l'Imperi Britànic.
Esgotats i amb poc menjar, l'equip encarava un viatge de retorn de 250 milles marines (460 km), amb només quinze dies per completar-lo i arribar a la costa, on havien planificat de trobar el Nimrod. Malgrat la debilitat física creixent varen mantenir el seu ritme diari, i el 31 de gener eren a 16 milles marines (30 km) del punt de recollida acordat. Però el mal temps els va retardar i no arribarien a la cita fins al 2 de febrer. Aquella nit, enmig d'una forta nevada, el Nimrod va passar pel seu costat, però no van poder distingir el campament. Dos dies més tard, tanmateix, després que el Nimrod hagués tornat cap al sud una altra vegada, el grup va ser albirat des del vaixell i varen poder tornar a la seguretat del Nimrod, tot i que amb les presses per pujar a bord, Mawson va caure en una esquerda de 5,5 m. El grup havia estat viatjant durant quatre mesos i portaven la mateixa roba amb què havien marxat de Cap Royds; segons hom diu "l'aroma era aclaparador". Abans d'aquest rescat, Nimrod havia recollit un equip geològic format per Priestley, Brocklehurst i Bertram Armytage, que havien estat fent treballs geològics a la regió de la glacera Ferrar.

## Seqüeles
El 23 de març de 1909, Shackleton aterrava a Nova Zelanda i telegrafiava un informe de 2.500 paraules al londinenc Daily Mail, amb el qual tenia un contracte exclusiu. Enmig de l'aclamació i lloança sense límits que Shackleton va rebre de la comunitat d'exploradors, incloent-hi Nansen i Amundsen, la resposta de la Royal Geographical Society era més moderada. El seu anterior president, Sir Clements Markham, expressava privadament la seva incredulitat de la latitud proclamada per Shackleton. Tanmateix, el 14 de juny, Shackleton va ser rebut a l'estació de Charing Cross de Londres per una gran multitud, que incloïa Leonard Darwin, el president de la RGS i un bastant reticent capità Scott.
Pel que fa a la latitud pretesa, la raó per dubtar de la seva precisió era que després del 3 de gener tots els càlculs de posició es basaven en càlculs estimats; és a dir, recorregut, velocitat i temps transcorregut. L'última observació del 3 de gener havia comptat la latitud com 87° 22′. La taula de distàncies de Shackleton mostrava que durant els tres dies següents havien cobert poc més de 40 milles marines (74 km), per arribar a 88° 7′ aproximadament el 6 de gener. Llavors varen estar retinguts durant dos dies per una rufaga. El 9 de gener de 1909 la taula mostra que l'equip havia viatjat 16 milles marines (30 km) més, des del seu últim campament per a arribar al punt més meridional, i la mateixa distància de retorn al camp. Aquesta distància en un sol dia superava de llarg les realitzades en qualsevol altra etapa del viatge. Shackleton ho justificava dient que havien fet un esprint, "meitat corrent, meitat caminant", sense la nosa del trineu ni cap altre equip. Tots quatre homes varen confirmar independentment la seva creença en la latitud aconseguida, i posteriorment cap no va donar motius perquè es dubtés de la seva paraula.

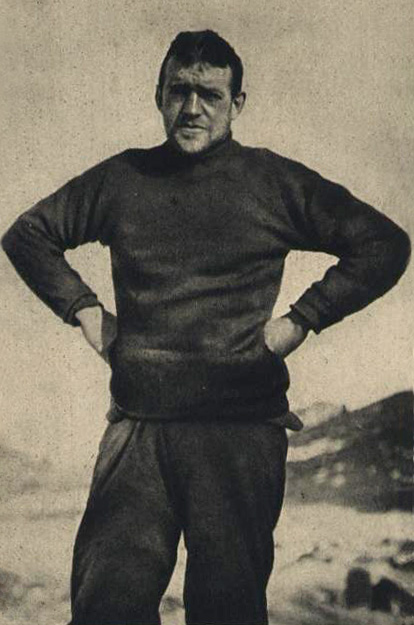
Sir Ernest Shackleton: "El que Nansen és al Nord, Shackleton és al Sud"—Roald Amundsen

Aviat es va produir el reconeixement oficial a Shackleton en forma de nomenament de Comandant del Reial Orde Victorià, atorgat pel rei, que més tard conferia una orde de cavaller. La RGS li atorgà una medalla d'or, encara que aparentment amb reserves; "nosaltres no proposem fer una distinció tan gran com la que es va atorgar al capità Scott", manifestava un oficial. Encara que als ulls del públic era un heroi, les riqueses que Shackleton havia previst no es varen materialitzar. Els costos de l'expedició varen pujar i la necessitat de cobrir els avals va fer que només pogués superar les dificultats econòmiques gràcies a una tardana subvenció governamental, estimada en 20.000 lliures.
El rècord de latitud més meridional de l'expedició Nimrod va durar menys de tres anys, fins que Amundsen va arribar al Pol Sud el 15 de desembre de 1911. Pel seu èxit obrint pista Shackleton va ser homenatjat per Amundsen quan va comentar: "El que Nansen és al Nord, Shackleton ho és al Sud". A partir de la conquesta del pol, les ambicions antàrtiques de Shackleton es van fixar en la travessa transcontinental, que intentaria, en va, amb l'Expedició Endurance de 1914-1917. S'assegurava, tanmateix, el seu estatus com a figura principal de l'Edat heroica de l'exploració de l'Antàrtida. Uns altres membres de l'Expedició Nimrod també aconseguirien fama i posició els següents anys. Edgeworth David, Adams, Mawson i Priestley finalment varen rebre títols de cavaller; aquests dos últims varen continuar participant en altres expedicions polars, si bé cap d'ells va tornar a fer-ho amb Shackleton. Mawson va encapçalar l'Expedició Antàrtica Australiana de 1911-1913, i Priestley va formar part de l'Expedició Terra Nova, a l'equip científic del Mar del Nord. Frank Wild sí que va tornar a col·laborar amb Shackleton, fent de segon en cap del "Boss" a l'Expedició Endurance i la curta expedició Quest on va prendre el comandament després de la mort de Shackleton a Geòrgia del Sud el 1922. Deu anys després del seu retorn de l'Antàrtida, el Nimrod va quedar fet miques al mar del Nord, després d'encallar a Barber Sands davant la costa de Norfolk (Regne Unit) el 31 de gener de 1919. Només varen sobreviure dos dels seus dotze tripulants .
El febrer de 2007, després de gairebé un segle atrapat en un bloc de gel sota la cabana de l'expedició, es van descobrir dues caixes de whisky de Shackleton per part d'un equip de l'Antarctic Heritage Trust (Nova Zelanda). A principis de 2010, una de les caixes de whisky es va recuperar del gel i es va portar directament al Museu de Canterbury.
A mitjan 2010, la caixa de Mackinlay's Rare Old Highland Malt Whisky  va ser desglaçada a poc a poc, durant dues setmanes, en una sala fresca especialment dissenyada. La temperatura de la caixa es va elevar molt lentament a partir de -20 °C fins a 0 °C. En examinar-ne els continguts, l'equip de conservació va quedar encantat de recuperar onze ampolles de whisky de Shackleton, deu d'elles intactes, encara embolicades amb el paper i la palla de protecció.
El gener de 2011, després de mesos de negociacions per obtenir els permisos necessaris, tres ampolles de whisky Mackinlay varen ser retornades a les Terres altes d'Escòcia i transportades al laboratori de licors de Whyte & Mackay a Invergordon per la seva anàlisi científica detallada. El Mestre Elaborador Richard Paterson, i el seu equip dirigit pel Dr. James Pryde, va passar diverses setmanes al laboratori olorant, tastant i desconstruint el whisky per revelar la seva veritable herència.
Inspirat per la seva anàlisi, Whyte & Mackay va assumir el repte de tornar a crear aquest whisky. Una barreja de maltes que varien en edat des de vuit fins a trenta anys. Juntament amb el licor, l'ampolla i l'empaquetat també es recrearan tal qual van ser gaudits per Shackleton i el seu equip de l'expedició Nimrod. Un percentatge de cada ampolla venuda es destinarà a l'Antarctic Heritage Trust (Nova Zelanda) per ajudar a finançar la seva activitat.